# Адамантина (микрорегион)
Адамантина (порт. Microrregião de Adamantina) — микрорегион в Бразилии, входит в штат Сан-Паулу. Составная часть мезорегиона Президенти-Пруденти. 
Население составляет 	158 607	 человек (на 2010 год). Площадь — 	3 660,249	 км². Плотность населения — 	43,33	 чел./км².

## Демография
Согласно сведениям, собранным в ходе переписи 2010 г. Национальным институтом географии и статистики (IBGE), население микрорегиона составляет:						
| Полное население                             | Полное население                             | Полное население                             | Полное население                             | 158 607 |
| -------------------------------------------- | -------------------------------------------- | -------------------------------------------- | -------------------------------------------- | ------- |
| в том числе:                                 | Городское население                          | 135 111                                      | Процент городского населения, %              | 85,19   |
|                                              | Сельское население                           | 23 496                                       | Процент сельского населения, %               | 14,81   |
|                                              | Мужское население                            | 82 874                                       | Процент мужского населения, %                | 52,25   |
|                                              | Женское население                            | 75 733                                       | Процент женского населения, %                | 47,75   |
| Плотность населения, чел/км²                 | Плотность населения, чел/км²                 | Плотность населения, чел/км²                 | Плотность населения, чел/км²                 | 43,33   |
| Население микрорегиона в % к населению штата | Население микрорегиона в % к населению штата | Население микрорегиона в % к населению штата | Население микрорегиона в % к населению штата | 0,38    |

## Статистика
- Валовой внутренний продукт на 2003 составляет 1 225 023 787,00 реалов (данные: Бразильский институт географии и статистики).
- Валовой внутренний продукт на душу населения на 2003 составляет 8122,53 реалов (данные: Бразильский институт географии и статистики).
- Индекс развития человеческого потенциала на 2000 составляет 0,784 (данные: Программа развития ООН).

## Состав микрорегиона
В составе микрорегиона включены следующие муниципалитеты:
1. Адамантина
2. Флора-Рика
3. Флорида-Паулиста
4. Инубия-Паулиста
5. Ирапуру
6. Луселия
7. Мариаполис
8. Озвалду-Крус
9. Пакаэмбу
10. Парапуан
11. Прасинья
12. Ринополис
13. Сагрис
14. Салморан